# KLF4
El factor 4 Kruppel-like (KLF4) es un factor de transcripción codificado en humanos por el gen klf4. En células madre embrionarias, KLF4 ha demostrado ser un buen indicador de la plasticidad de las células madre para desdiferenciarse. Se ha sugerido que lo mismo sucedería en las células madre mesenquimales.

## Interacciones
La proteína KLF4 ha demostrado ser capaz de interaccionar con:
- CREBBP[2]